# Magyar Polgári Párt (Románia)
A Magyar Polgári Párt (MPP, románul Partidul Civic Maghiar) jobboldali magyar politikai párt Romániában. A párt azért jött létre, hogy alternatívát nyújtson az erdélyi magyarságnak. A Romániai Magyar Demokrata Szövetséghez (RMDSZ) hasonlóan az MPP programjában is benne van a Székelyföld autonómiájára való törekvés, és a romániai kisebbségek, így a magyarság jogainak szélesítése.
2022. november 1-jén Erdélyi Magyar Szövetség néven egyesült az Erdélyi Magyar Néppárttal.

## Története
A párt elődje a Szász Jenő, Székelyudvarhely korábbi polgármestere által vezetett Magyar Polgári Szövetség volt, és éveken át küzdött a bírósági bejegyzésért. Az első bejegyzési kísérlet 2004 júniusában nem sikerült, mivel a támogatói aláírások érvényességét óvták meg. Akkor Szász Jenő az RMDSZ-t vádolta meg azzal, hogy közbelépett, mert félt a politikai konkurenciától.
2007. november végén az RMDSZ-es Demeter János Kovászna megyei tanácselnök azzal vádolta az MPP-t, hogy politikai programjában nem szerepel az autonómia, és az RMDSZ ellen nyíltan fellépő Traian Băsescu köztársasági elnök eszközévé vált.
Az MPP 2008. május elején nyilvánosságra hozott „Új lehetőség” c. politikai keretprogramja kimondja, hogy „A Magyar Polgári Párt politikáját meghatározó, alapvető értékek a szabadság, a nemzet, a család, az erdélyiség, autonómia és a keresztény gondoskodó szolidaritás.”
A Bukaresti Törvényszék 2008. január 24-i tárgyalásán a kijelölt ügyész azt kifogásolta, hogy a párt hivatalos nevében szerepel a Magyar Polgári Párt is: Partidul Civic Maghiar – Magyar Polgári Párt, PCM-MPP, miközben Románia alkotmányának 13. cikkelye szerint az ország egyedüli hivatalos nyelve a román. Az MPP ügyvédje azzal érvelt, hogy ha a nemzeti kisebbségeknek joguk van politikai alakulatokat létrehozni, akkor más alapvető jogokat is élvezhetnek. Emellett, hivatkozott a Románia által is ratifikált Európai Emberi Jogi Egyezmény 14. cikkelyére, amely kimondja, hogy az alapvető jogok és szabadságok mindenkit megilletnek, nyelvi vagy etnikai diszkrimináció nélkül. A tárgyalást ezt követően elnapolták.
Végül 2008. január 29-én a bíróság bejegyezte a pártot.
A sikeres bejegyzés után elkezdődhetett a megyei és helyi szervezetek kialakítása. A Székelyföldön ez zökkenőmentesen zajlott, a szórványban – így például Aradon – kisebb döccenőkkel.

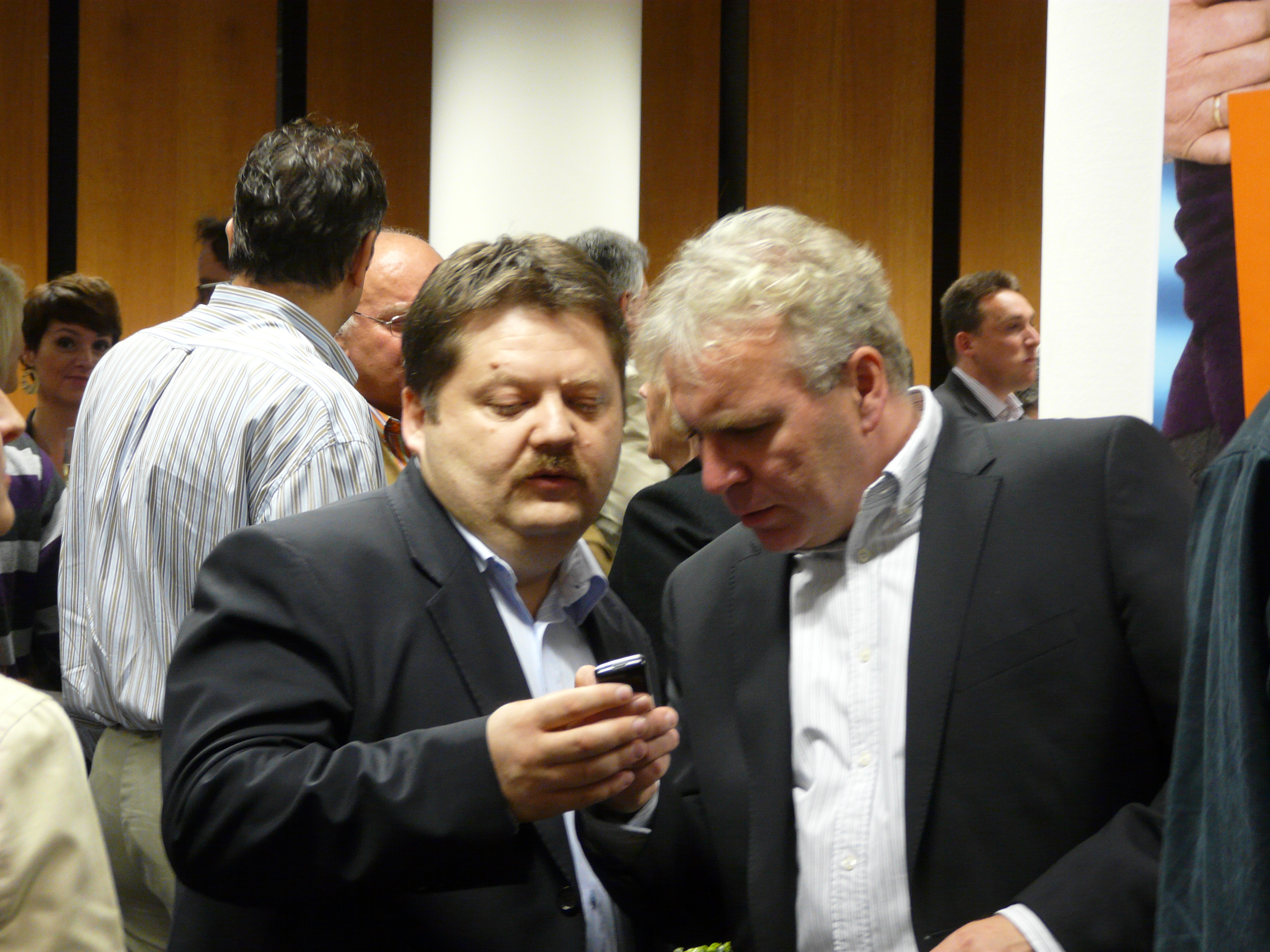
2010. április 11 -én a FIDESZ 2/3 -os választási győzelmét ünnepelte. Szász Jenő, Pokorny Zoltán a Hálóházban

A párt 2012. novemberi országos kongresszusán, a Magyar Polgári Párt IV. Országos Tanácsa Biró Zsoltot választotta meg az MPP új elnökének, mivel Szász Jenő lemondott a párt elnöki tisztségéről, miután Orbán Viktor miniszterelnök felkérte a Nemzetstratégiai Intézet vezetésére.
2018. november 24-én Mezei Jánost választotta elnökének a Magyar Polgári Párt VI. Országos Tanácsa, miután módosításokat eszközölt a párt alapszabályzatában. A módosítás szerint összeférhetetlen, ha egyazon személy az MPP-ben vezetői tisztséget tölt be, ugyanakkor más politikai alakulat választott képviselője. Biró Zsolt esetében az RMDSZ-listán szerzett parlamenti képviselői pozíció jelentette az összeférhetetlenséget.

## Célkitűzések
Az MPP modern európai párttá kíván válni. „Támogatni kell ugyan a székelyföldi területi autonómiát, de nem mindegy, hogy ezt milyen módon tesszük: európai hangvétellel vagy a száz évvel ezelőtti nyelvezettel. Az MPP európai nyelvezetet kíván használni, ennek megfelelően kell kommunikálnia” – jelentette ki Szász Jenő, a párt akkori elnöke, aki szerint, programjuk legfontosabb eleme, hogy a párt „paradigmaváltásra” készül, át szeretné rajzolni az eddigi romániai magyar politikai-közéleti berendezkedést. A Romániai Magyar Demokrata Szövetség (RMDSZ) eddigi szórványpolitikája helyett az MPP Székelyföldre fogja helyezni a hangsúlyt. Szász Jenő egy vonatszerelvény hasonlatát hozta fel, hangoztatva, hogy szerintük Székelyföldön lenne a mozdony, de a szerelvényt alkotó többi kocsi is fontos, tehát a dél-erdélyi, a mezőségi és a partiumi magyarságról is gondoskodni kell.

## A párt elnökei
| Név         | hivatal kezdete | hivatal vége |
| ----------- | --------------- | ------------ |
| Szász Jenő  | 2008            | 2012         |
| Biró Zsolt  | 2012            | 2018         |
| Mezei János | 2018            | 2022         |

## Eredmények
Az MPP három alkalommal indult az önkormányzat választásokon. Íme a kapott szavazatok száma (százaléka):
| Szervezet | Megyei tanácselnökök | Polgármesterek | Helyi tanácsosok | Megyei tanácsosok |
| --------- | -------------------- | -------------- | ---------------- | ----------------- |
| MPP 2008  | 79.135 (0,99)        | 61.282 (0,69)  | 79.238 (0,93)    | 84.620 (1,01)     |
| MPP 2012  |                      |                |                  | 36.671 (0,37)     |
| MPP 2016  |                      | 19.355 (0,22)  | 18.993 (0,22)    | 16.824 (0,20)     |

Tőkés László püspök szerint, a vártnál rosszabb szereplés miatt az „alig néhány hónapja bejegyzett Magyar Polgári Párt ideiglenes vezetőit belső legitimitási gondok kötik le, amelyeket csak egy tisztújító országos gyűlés összehívásával lehetne orvosolni, ennek elodázása pedig tovább ronthatja elnökének a választásokon megtépázott hitelét és tárgyalási pozícióját”.
A párt elnöksége 2008. szeptember elején úgy döntött, hogy a párt szervezetként nem indul a november 30-i parlamenti választásokon, azonban öt független jelöltet támogat Hargita, Kovászna és Maros megyékben. A döntésről szóló novemberben kiadott közlemény hangsúlyozta, hogy „a Magyar Polgári Párt a magyar közösségi érdekek maximális érvényesülését tartja szem előtt. A Magyar Polgári Párt az RMDSZ által meghiúsított, elmaradt összefogás ellenére nem kívánja a magyar parlamenti képviselet létét – mint a politikai képviselet egy eszközét – veszélyeztetni, nem a pozícióhajhászást, hanem a közösségépítést tekinti legfontosabb feladatának. Ezért döntött a függetlenként megméretkező alkalmas személyek támogatásáról, mely által nem veszélyeztetődik a magyar parlamenti képviselet, hanem kiegészül, jobbá és hatékonyabbá válik, ugyanakkor parlamenti szinten is képviseletet nyer a Magyar Polgári Párt által megjelenített értékrend és magyar közösségi jövőkép.” A választásokat követően a fent említett független jelöltek egyike sem jutott be a parlamentbe.

## 2016-os romániai önkormányzati választás
A Magyar Polgári Párt 15 polgármesteri tisztséget szerzett.

### Helyi szervezetek
- Kolozs megyei szervezet
- Erdőszentgyörgyi szervezet

### Egyéb
- Az előd Magyar Polgári Szövetség honlapja